# Résidence de la princesse Gurun Kejing
La Résidence de la princesse Gurun Kejing (chinois simplifié : 清固倫恪靖公主府 ; pinyin : Qīng gùlún kèjìng gōngzhǔ fǔ) est une maison à cour carrée de la Dynastie Qing en Mongolie-Intérieure en Chine. Actuellement, ce lieu abrite le Musée municipal d'Hohhot (chinois simplifié : 呼和浩特市博物館 ; pinyin : Hūhéhàotè shì bówùguǎn). Ce lieu est inscrit dans les Sites historiques et culturels majeurs protégés au niveau national.

## Histoire
Le manoir dans lequel vivait la princesse Gurun Kejing vivait est aujourd'hui un musée. Elle y avait vécu après son mariage avec un membre du clan mongol Bordjiguines. les guerres Dzoungar-Qing ont défini le territoire aujourd'hui connu sous le nom de Mongolie, cependant, ce territoire n'était pas assez sécurisé pour une princesse de la Dynastie Qing. Par conséquent, l'empereur Kangxi décréta qu'elle devrait plutôt résider à Hohhot, anciennement connue sous le nom de « Ville Guihua » (归化城). Le site où allait être construite la résidence a été sélectionné en 1703. Conséquemment, tous les matériaux de construction venaient depuis les villes circonvoisines à Hohhot. Les travaux de construction de la résidence de la princesse ont donc été complétés en 1705.
La résidence a été occupée par les descendants de la princesse Gurun Kejing jusqu'au XXe siècle. En 1923, cette résidence a été revendiquée par l'école normale municipale d'Hohhot. Le musée d'Hohhot a subséquemment acquis la résidence en 1990.
En 2001, le complexe a été inscrit dans les Sites historiques et culturels majeurs protégés au niveau national par l'administration nationale et culturelle de l'héritage chinois.

## Structure
Le complexe résidentiel mesure 180 mètres en partant du nord jusqu'au sud et 63 mètres depuis l'est vers l'ouest. Le complexe est positionné symétriquement d'est en ouest avec un axe central depuis le sud jusqu'au nord et qui comporte un écran spirituel ainsi que l'entrée principale, l'entrée des cérémonies, le hall principal (appelé localement Jingyi Tang 靜宜堂), un passage de type maison (垂花門, chuíhuā mén), une chambre à coucher et enfin un bâtiment arrière (後罩房, hòuzhào fáng). Chacune des quatre cour intérieure et chaque bâtiment longeant l'axe central sont flanqués de bâtiments latéraux opposés,.
Le bâtiment n'a qu'un étage et les murs sont très épais pour se protéger des hivers froids d'Hohhot. Le hall principal a des fenêtres en treillis traditionnelles, tandis que la chambre à coucher comporte des fenêtres placées haut dans le mur et qui peuvent s'ouvrir.

## Galerie

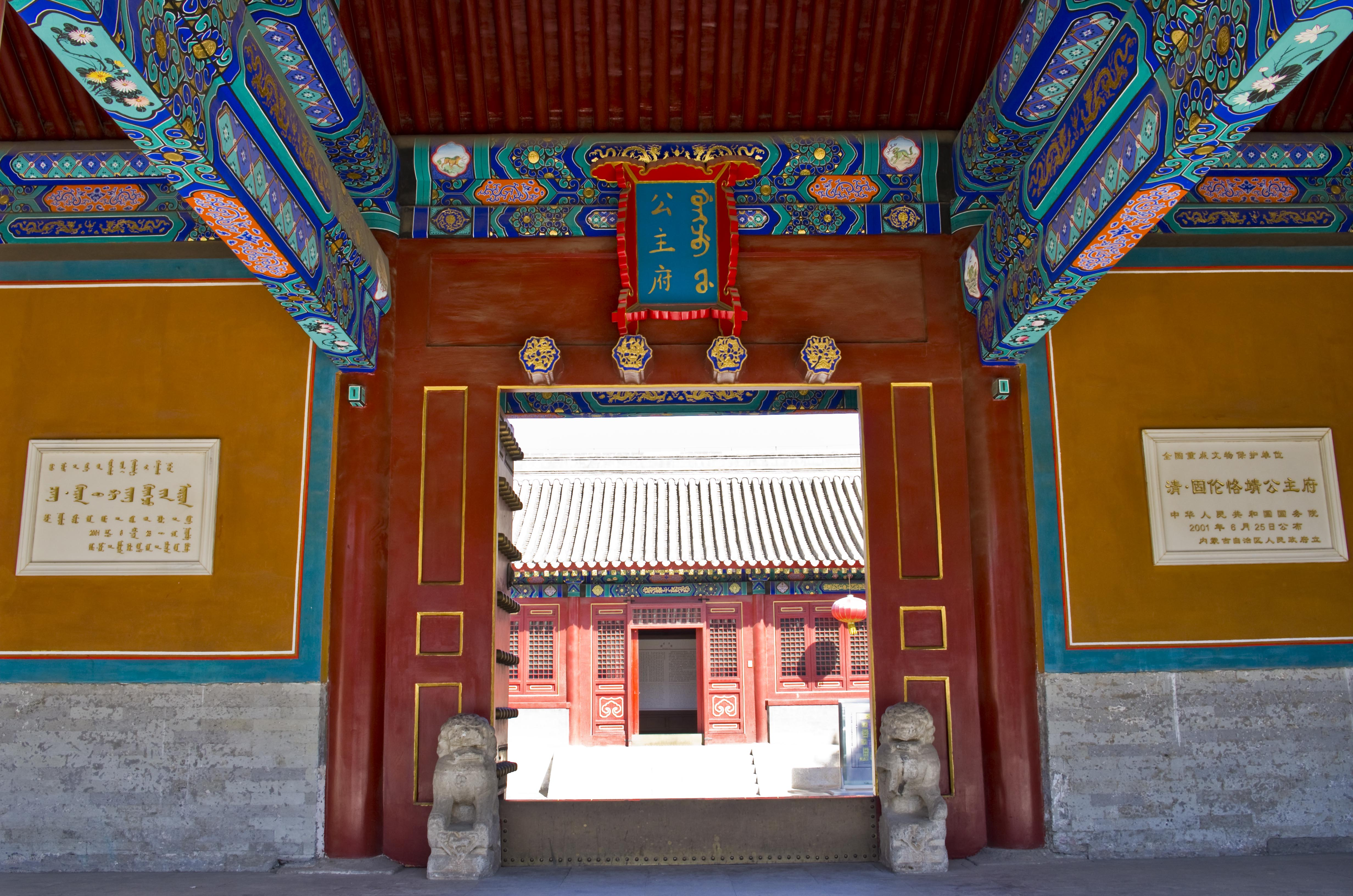
Entrée principale.
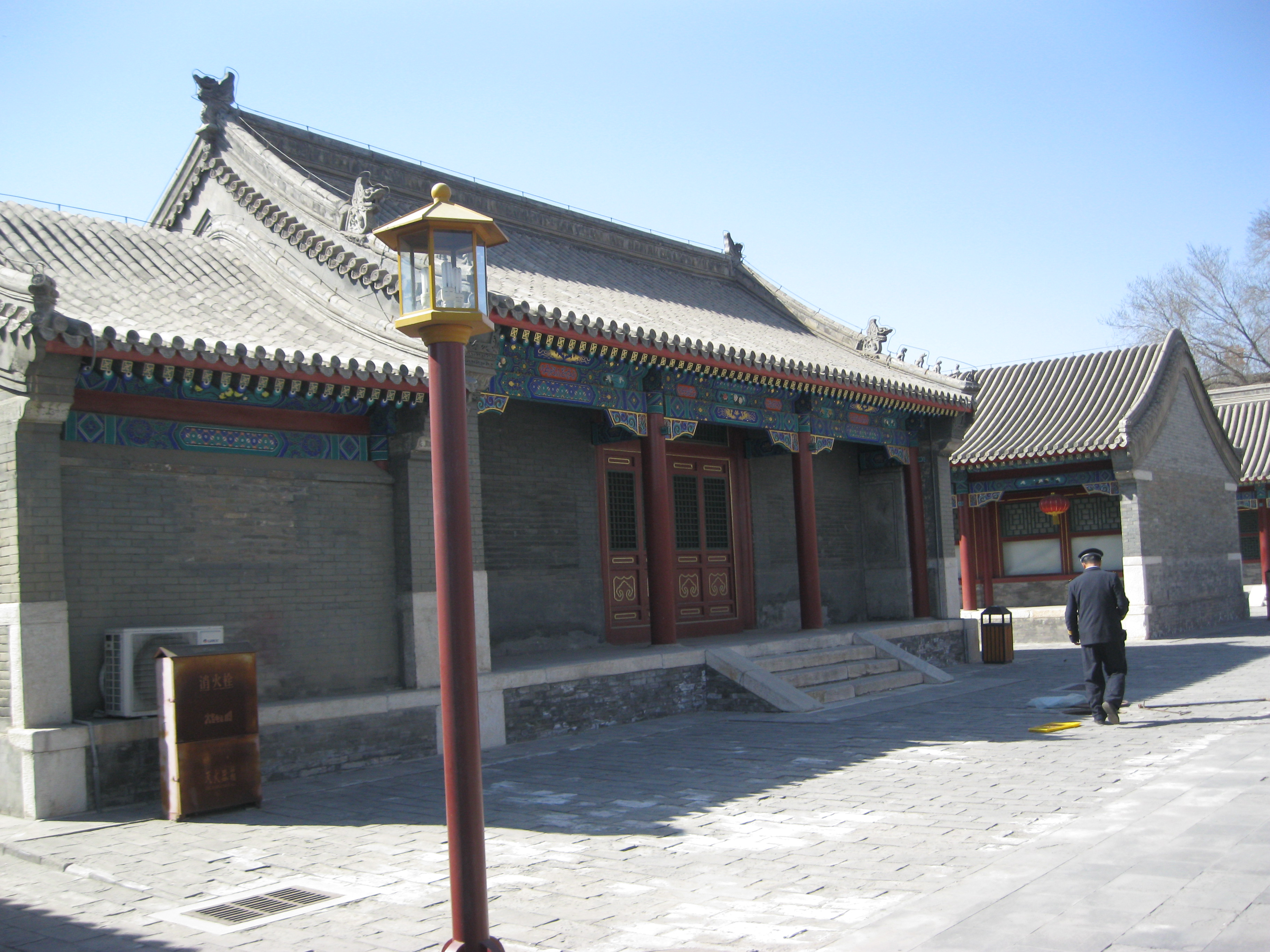
Chambre à coucher.